# Frans Decker
Pour les articles homonymes, voir Decker.
Frans Decker (17 mars 1684, Haarlem - 28 novembre 1751, Haarlem) est un peintre néerlandais du XVIIIe siècle.

## Biographie
Frans Decker est un peintre dont les œuvres possèdent un grand mérite et que l'on peut voir dans de nombreuses collections . Il est établi qu'il est né à Haarlem en 1684 et qu'il y est mort en 1751, et qu'il a été l'élève de Romeyn de Hooghe et Bartholomeus Engels,. Il a peint des paysages dans un style très plaisant et naturel, ressemblant aux charmantes productions de Jacob van Ruisdael, mais sans la servilité d'un imitateur. Il a également excellé dans les caricatures.
Il est membre de la Guilde de Saint-Luc d'Haarlem de 1706 jusqu'à sa mort. Il a eu pour élèves Cornelis van den Berg, Tako Hajo Jelgersma et Cornelis van Noorde.

## Œuvres
- Portrait de M. Arent Fabricius (1726, musée Frans Hals)
- Portrait de M. Willem Fabricius (1742, musée Frans Hals)
- Portrait of a boy (env 1740)
- Portrait de Wilhelma Henriëtte Huyghens (1742, musée Frans Hals)

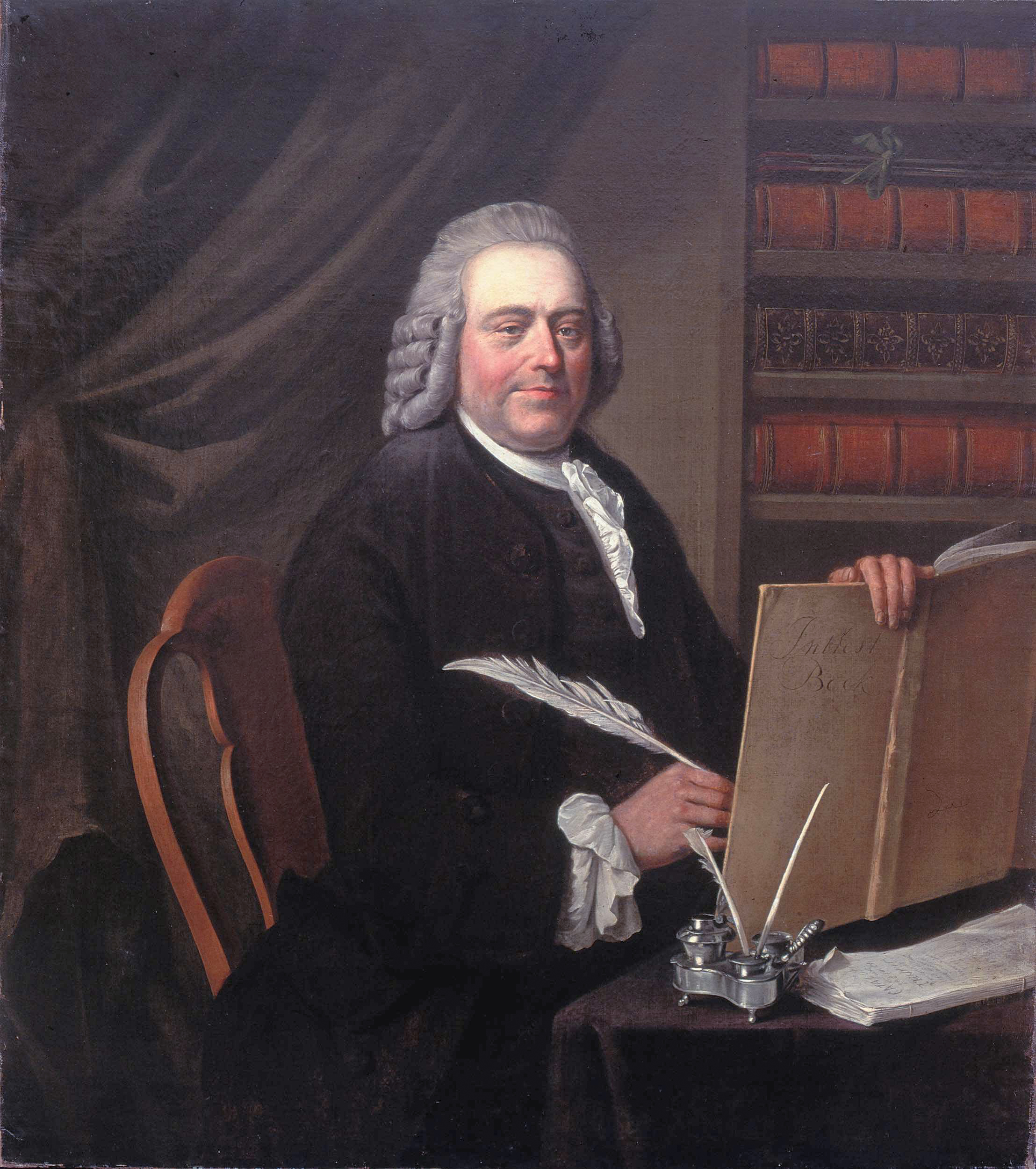
Portrait de Pieter Teyler van der Hulst, peint de façon posthume en 1787 par Wybrand Hendriks d'après un portrait par Decker, maintenant perdu
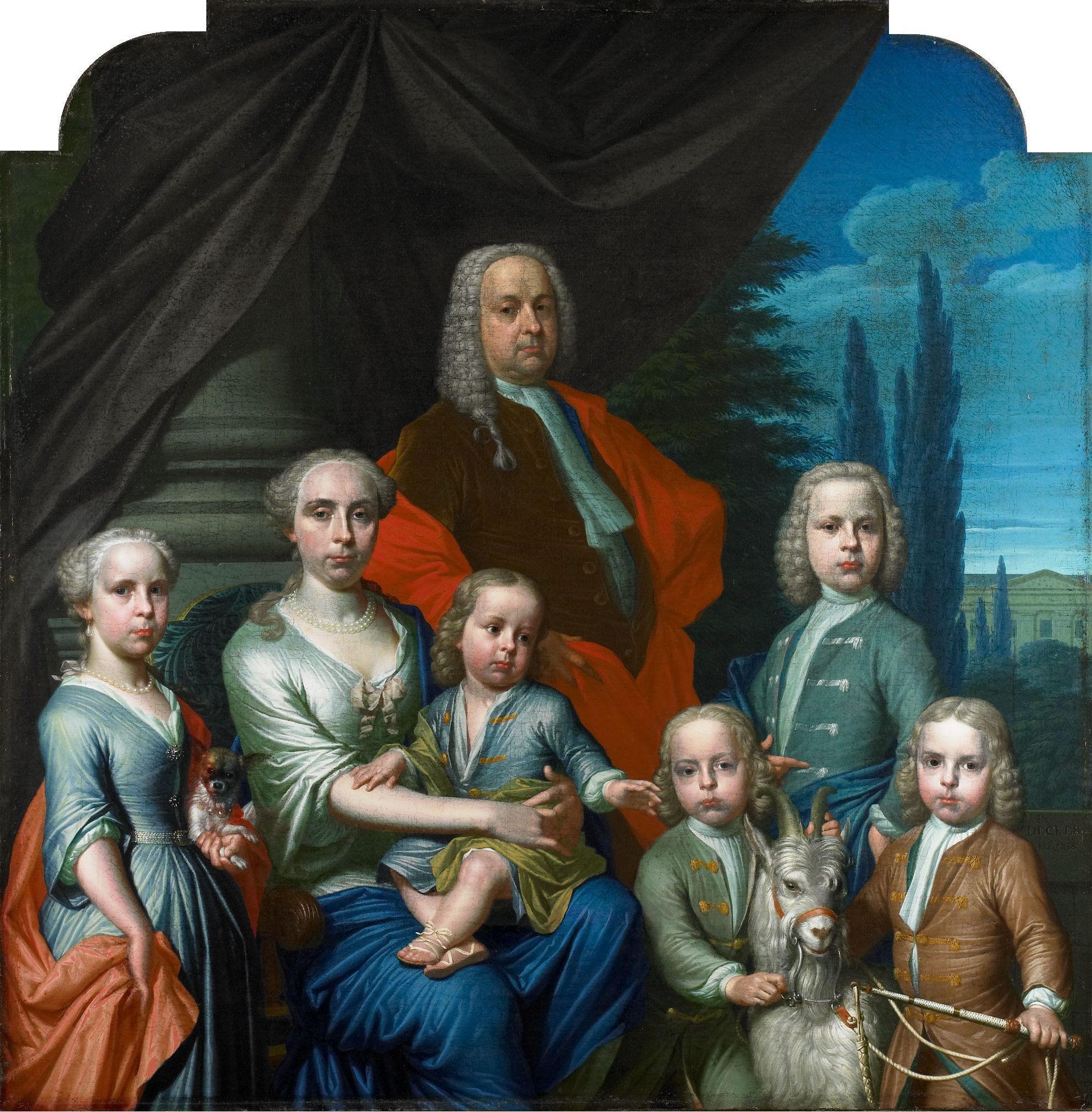
Portrait de Willem Philip Kops (1695-1756), marchand à Haarlem, avec son épouse et ses enfants. huile sur toile, 1738. Dimensions 148 cm sur 146,5 cm. Amsterdam, Rijksmuseum Amsterdam.
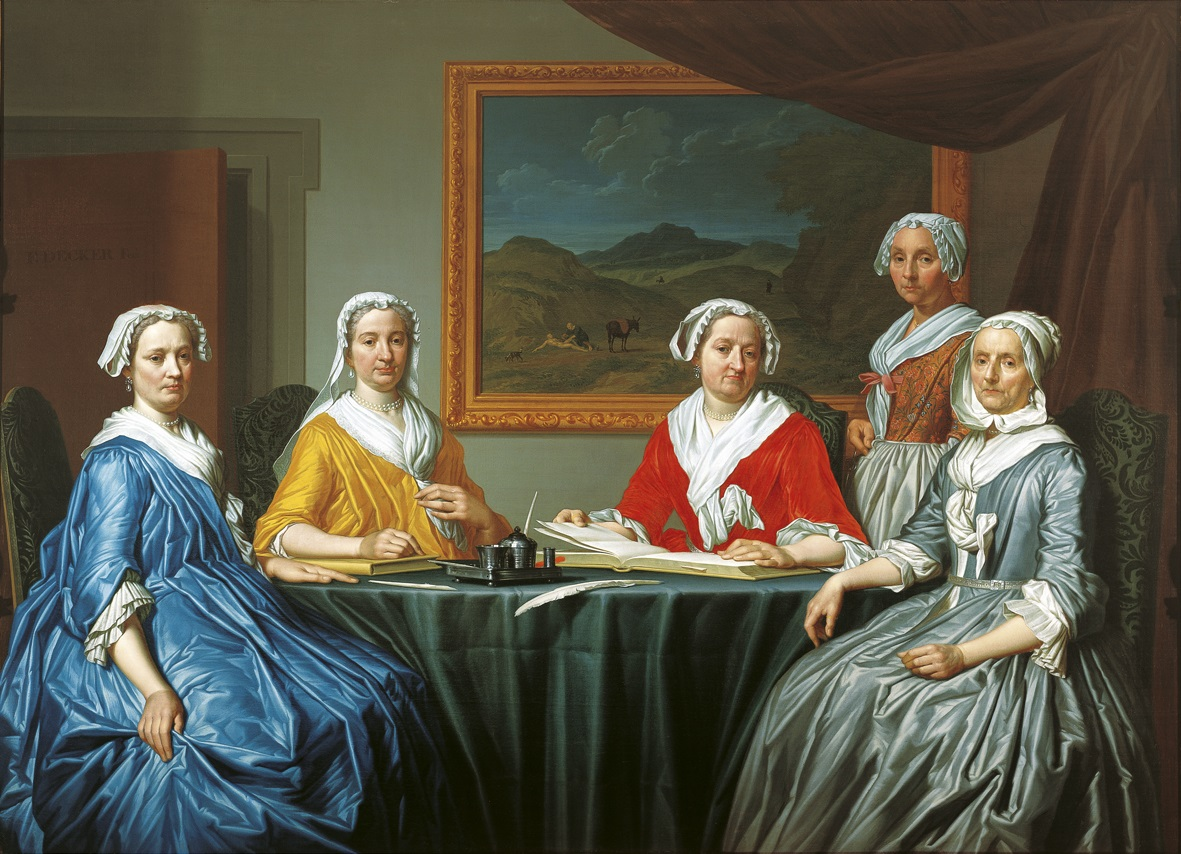
Portrait de groupe des Régentes du Gasthuis Sainte-Élisabeth, à Haarlem en 1740. huile sur toile, 1740. Dimensions 152 cm sur 210 cm. Haarlem, musée Frans Hals.
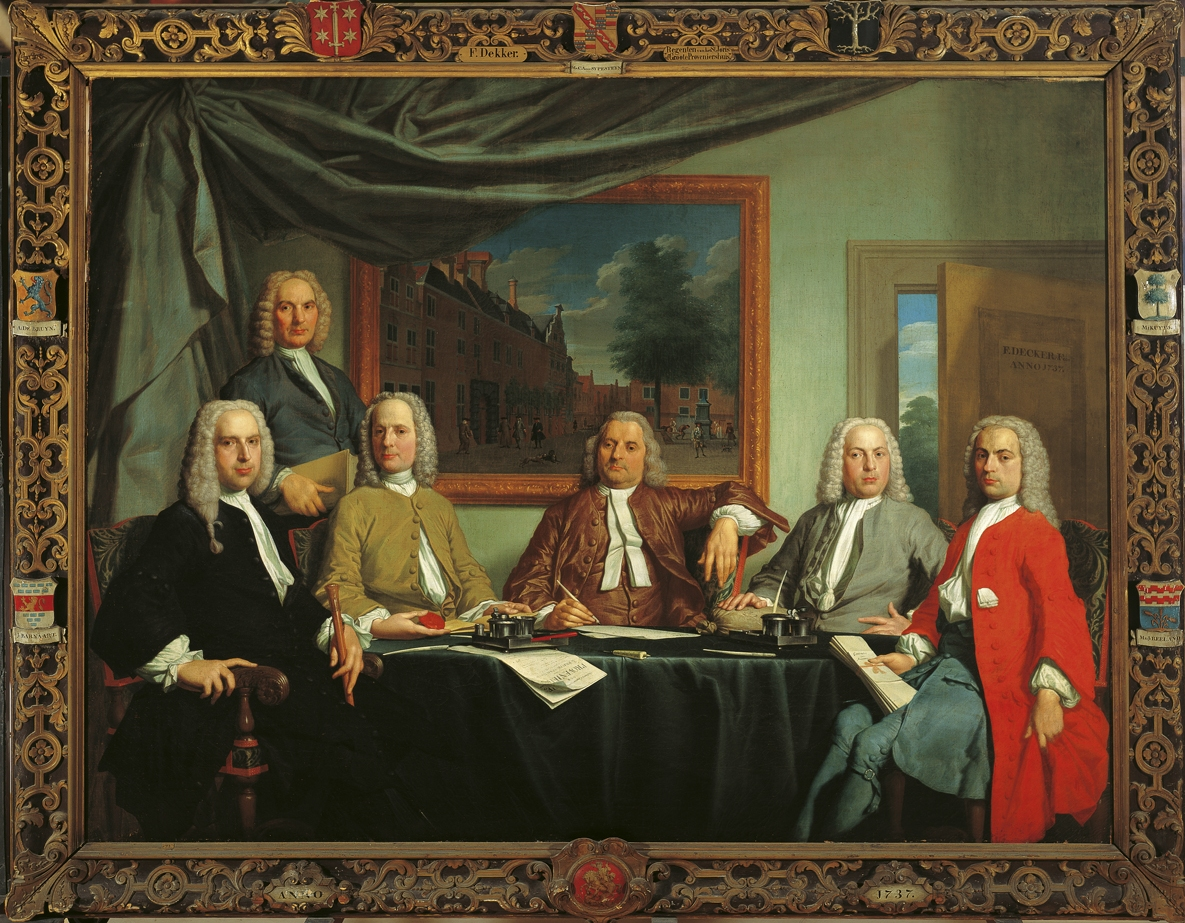
Portrait de groupe des régents en 1736 à la Proveniershuis à Haarlem. 1736. Haarlem, musée Frans Hals.